# Okres Banská Štiavnica
Der Okres Banská Štiavnica (historisch deutsch Bezirk Schemnitz) ist eine Verwaltungseinheit in der Mittelslowakei mit 15.350 Einwohnern (Stand 31. Dezember 2024) und einer Fläche von 292 km².
Historisch gesehen liegt der Bezirk zum größten Teil im ehemaligen Komitat Hont, ein kleiner Teil im Norden um die Orte Močiar und Podhorie gehört zum ehemaligen Komitat Bars, ein weiterer kleiner Teil im Osten um den Ort Kozelník gehört zum ehemaligen Komitat Sohl (siehe auch Liste der historischen Komitate Ungarns).

## Bevölkerung
| Jahr                | 1994   | 2004    | 2014    | 2024    |
| ------------------- | ------ | ------- | ------- | ------- |
| Anzahl der Personen | 17.028 | 17.046  | 16.367  | 15.350  |
| Unterschied         |        | +0,10 % | −3,98 % | −6,21 % |

| Jahr                | 2023   | 2024    |
| ------------------- | ------ | ------- |
| Anzahl der Personen | 15.407 | 15.350  |
| Unterschied         |        | −0,36 % |

## Städte
- Banská Štiavnica (Schemnitz)

## Gemeinden
| - Baďan - Banská Belá (Dilln) - Banský Studenec (Kohlbach) - Beluj - Dekýš | - Ilija (Sankt Egidien) - Kozelník - Močiar - Počúvadlo (Pockhaus) - Podhorie | - Prenčov (Prinzdorf) - Svätý Anton (Sankt Anton in der Au) - Štiavnické Bane (Siegelsberg) - Vysoká (Hochberg) |

Das Bezirksamt ist in Banská Štiavnica.

## Kultur
In dem Artikel Denkmalgeschützte Objekte im Okres Banská Štiavnica findet man Informationen über die vom slowakischen Denkmalamt geschützten Objekte im Okres.